# Filozoficko-přírodovědecká fakulta v Opavě Slezské univerzity v Opavě
Filozoficko-přírodovědecká fakulta v Opavě (FPF) je součástí Slezské univerzity v Opavě (SU). Založena byla v roce 1990 jako Filozofická fakulta v Opavě a spadala pod brněnskou Masarykovu univerzitu. V roce 1991, společně s Obchodně podnikatelskou fakultou v Karviné, dala základ nově vzniklé Slezské univerzitě. Současný název je používán od roku 1992. Díky potřebě zlepšit přístup ke vzdělání v české části historického Slezska se podařilo vybudovat moderní univerzitu, která nabízí široké spektrum studií mnoha stupňů a zaměření (včetně uměleckých). V roce 2020 byl do struktury fakulty přidán i Fyzikální ústav v Opavě.
Fakulta v současnosti nabízí studium ve čtrnácti tříletých bakalářských studijních programech (Bc./BcA.), v nichž je realizována výuka ve studijních oborech. Na fakultě se vyučuje deset (navazujících) magisterských studijních programů, tři magisterské pětileté a zbytek navazujících dvouletých studijních programů (Mgr./MgA.), které jsou realizovány v příslušných studijních oborech. V osmi studijních programech, resp. oborech, lze pak absolvovat také doktorský studijní program (Ph.D.), který standardně trvá tři až čtyři roky, ten je zaměřený především na pedagogickou, vědeckou, tvůrčí nebo uměleckou činnost. Většinu studijních oborů lze vystudovat jak v prezenční, tak v kombinované formě studia. Některé studijní obory lze absolvovat také v anglickém jazyce.

## Studijní programy a obory

### Bakalářské studijní programy a obory
- Angličtina
- Angličtina – MAIOR
- Angličtina – MINOR
- Angličtina pro odbornou praxi
- Archeologie středověku a novověku
- Audiovizuální tvorba
- Český jazyk a literatura
- Český jazyk a literatura – MAIOR
- Český jazyk a literatura – MINOR
- Historická dokumentaristika a mediální prezentace dějin
- Historie – COMPLETUS
- Historie – MAIOR
- Historie – MINOR
- Historie a kulturní dědictví v regionální praxi
- Historie - muzeologie
- Informační a komunikační technologie
- Informatika
- Informatika a angličtina
- Italština
- Italština – MINOR
- Italština pro odbornou praxi
- Knihovnictví
- Krajinná archeologie
- Kulturní dramaturgie v divadelní praxi
- Multimediální techniky
- Němčina – MAIOR
- Němčina – MINOR
- Němčina pro odbornou praxi
- Památková péče
- Tvůrčí fotografie

### (Navazující) magisterské studijní programy a obory
- Anglický jazyk
- Audiovizuální tvorba
- Český jazyka a literatura
- Historie
- Historie a kulturní dědictví v regionální praxi
- Informační studia
- Informatika
- Německý jazyk
- Tvůrčí fotografie
- Veřejné knihovny komunitního typu

### Doktorské studijní programy a obory
- Historické vědy
  - Historie se zaměřením na české a československé dějiny

## Odborná pracoviště

### Vědecko-pedagogická pracoviště
- Institut tvůrčí fotografie
- Ústav filmové, televizní a rozhlasové tvorby
- Ústav archeologie
- Ústav bohemistiky a knihovnictví
- Ústav cizích jazyků
- Ústav historických věd
- Ústav informatiky
- Výzkumný ústav Centra excelence IT4Innovation